# Moderato
Moderato è un termine musicale italiano che prescrive un movimento alquanto lento e ne prescrive un'esecuzione sostenuta e poco mossa.
Con movimento a velocità intermedia si hanno 80 semiminime al minuto, per l'andante (60 semiminime al minuto) e per l'allegretto (100 semiminime al minuto). 
Negli anni '50 moderato equivaleva ad un tempo di 80 semiminime al minuto. Nei metronomi elettronici della fine del XX secolo moderato indicava da 84 fino a 108 semiminime al minuto (ossia una media di 96). Attualmente per moderato s'intende la media di circa 80 battiti al minuto.